# 威靈頓鎮區 (北達科他州博蒂諾縣)
威靈頓鎮區（英語：Wellington Township）是位於美國北達科他州博蒂諾縣的一個鎮區。

## 地方資料
威靈頓鎮區的面積為93.42平方千米，當中陸地面積為93.22平方千米，而水域面積為0.20平方千米。根據2010年美國人口普查的數據，當地共有人口30人，而人口密度為每平方千米0.32人。